# Catterino Cavos

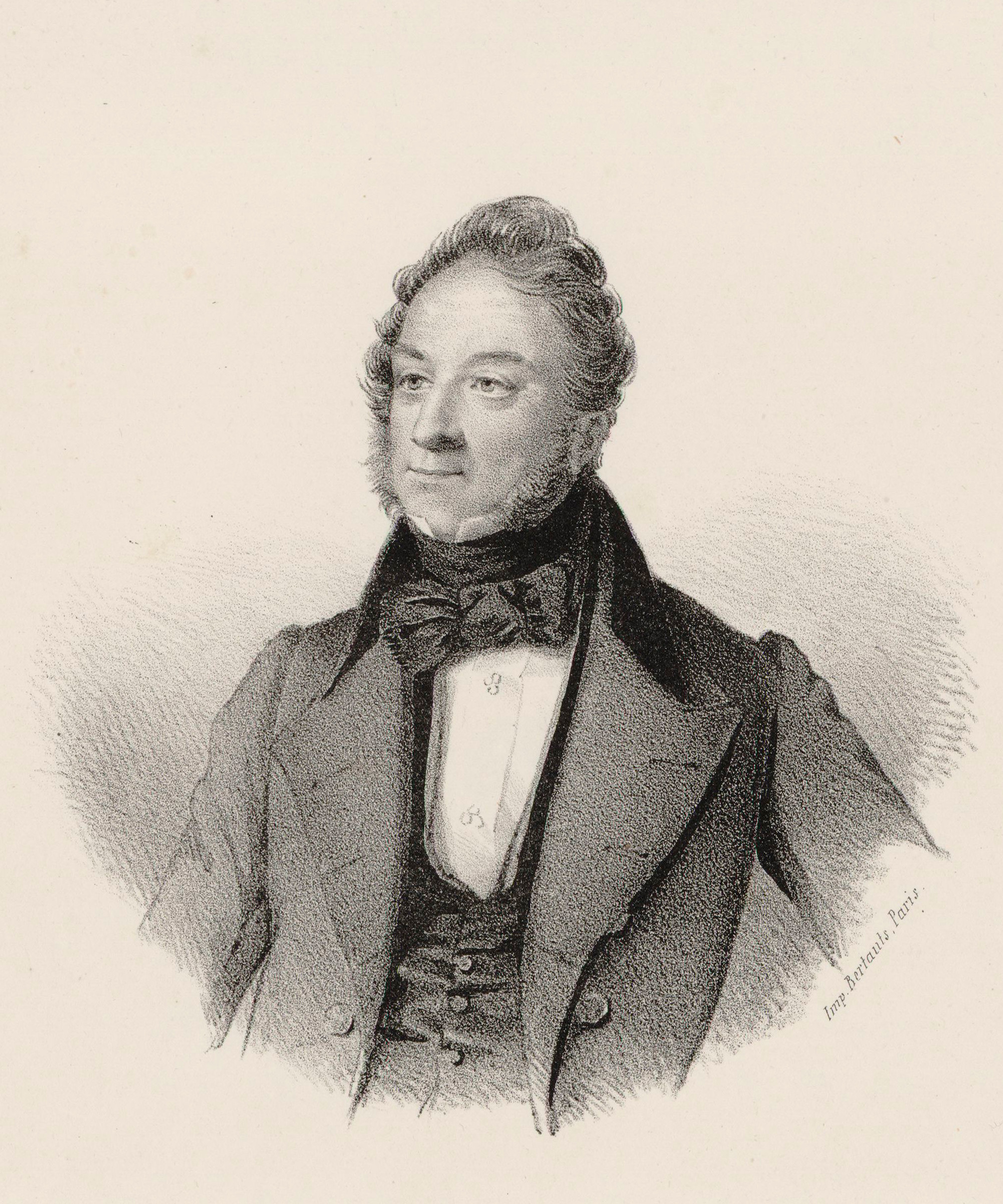
Catterino Cavos

Catterino Cavos (Katerino Albertowitsch Cavos, russisch Катери́но Альбе́ртович Ка́вос, wiss. Transliteration Katerino Al'bertovic Cavos; Catarino Camillo Cavos, auch: Kavos, * 30. Oktober 1775 in Venedig; † 28. Apriljul. / 10. Mai 1840greg. in Sankt Petersburg) war ein russischer Komponist italienischer Herkunft.
Der Sohn des Direktors des Teatro La Fenice, Alberto Giovanni Cavos absolvierte seine musikalische Ausbildung in seiner Heimatstadt und komponierte bereits im Alter von zwölf Jahren eine Kantate, die anlässlich eines Besuches des Großherzogs Leopold aufgeführt wurde. Vierzehnjährig wurde er Organist an der Basilica di San Marco.
1797 kam er mit einer italienischen Theatertruppe nach Sankt Petersburg, nach deren Auflösung er eine Anstellung am Kaiserlichen Theater erhielt. Nachdem er zunächst Vaudevilles für eine französische Truppe zu komponieren hatte (u. a. Soliman second und Les Trois bossus), wurde er 1803 Kapellmeister der italienischen und russischen Oper und zugleich Lehrer am Collegium St. Katharina. Seit 1811 unterrichtete er am Smolny-Institut.
Als Dirigent machte Cavos das russische Publikum mit den Opern von Luigi Cherubini, Étienne Méhul, Carl Maria von Weber und anderen bekannt. 1836 dirigierte er auch die Uraufführung von Michail Glinkas Oper Ein Leben für den Zaren nach einem Libretto von Jegor Fjodorowitsch von Rosen, das er selbst zwanzig Jahre zuvor vertont hatte – er räumte Glinka den höheren künstlerischen Rang ein.
Selbst komponierte Cavos mehr als dreißig Opern, außerdem Ballette und andere Bühnenmusiken. Besondere Verdienste erwarb er sich um die Ausbildung der russischen Opernsängerinnen und -sänger. Aus seiner Schule gingen Sängerinnen und Sänger wie Anna Worobjowa, Jelisaweta Sandunowa, Jekaterina Semjonowa, Wassili Samoilow, Grigori Klimowski, Pjotr Slow und der berühmte Bassbariton Ossip Petrow hervor.
Sein Sohn Albert Cavos und dessen Sohn Caesar Cavos wurden als Architekten bekannt, sein Sohn Iwan Cavos leitete die Italienische Oper in Sankt Petersburg.

## Werke
- L’Alchimiste, Oper, 1798–1803
- L’Intrigue dans les ruines, Oper, 1798–1803
- Le Mariage d’Aubigny, Oper, 1798–1803
- Le trois Bossus, Oper, 1798–1803
- Soliman second, ou Les trois Sultanes (nach Charles-Simon Favarts gleichnamiger Verskomödie), Vaudeville, 1798
- Die Dnjepr-Nixe (Libretto von Nikolai Stepanowitsch Krasnopolski nach Ferdinand Kauers Das Donauweibchen), komische fantastische Oper, 1804
- Fürst Unsichtbar, oder Licharda der Zauberer (nach Jean-Baptiste-Auguste Hapdé: Le Prince invisible, ou Arlequin Protée), große komische fantastische Oper, 1805
- Der Liebesbrief, komische Oper, 1806
- Er flieht vor der eigenen Braut, komische Oper mit Chören und Balletten, 1806
- Ilja der Recke (Libretto: Iwan Andrejewitsch Krylow), große komische fantastische Oper mit Chören, Balletten und Schlachten, 1806
- Rusalka, komische fantastische Oper, 1807
- Drei bucklige Brüder (Libretto: Aristarch Wladimirowitsch Luknitzki), 1808
- Die Sonderlinge, oder Die von Dichtung und Musik Wahnwitzigen (Libretto: Pjotr Nikolajewitsch Kobiakow) nach Gaëtano Rossis Libretto zu Johann Simon Mayrs Farce Che originali, 1809
- Der Kosakendichter, anekdotisches Opern-Vaudeville, 1812
- Der eingebildete Unsichtbare, oder Wirrwarr im Wirtshaus (nach Carl Ludwig Costenoble: Herr Simon Plattkopf, der Unsichtbare), komische Oper, 1813
- Suliman der Zweite, oder Die drei Sultane (nach Charles-Simon Favart: Soliman second, ou Les trois Sultans), komische Oper mit Balletten, 1813
- Die Kosaken am Rhein, Oper, 1814
- Bražkin der Pächter, oder Der Verkauf des Dorfes, komische Oper, 1815
- Ivan Susanin, historische Oper, 1815
- Die Ruinen Babylons, oder Triumph und Fall von Giafar al Barmeki (nach René-Charles Guilbert de Pixérécourt: Les Ruines de Babylone, ou Giafar er Zaida), historische Oper, 1818
- Dobrynja Nikitic, oder das Geisterschloß, fantastische Oper, 1818
- Pourceaugnac der Taugenichts, oder Rochus Pumpernickel in neuem Gewand, Weihnachts-Vaudeville, 1819
- Die Zaubertrommel, oder Der wohltätige Derwisch (nach Emanuel Schikaneder: Der wohltätige Derwisch oder Zaubertrommel und Schellenkappe), komische fantastische Oper, 1819
- Neuer Wirrwarr, oder Die Bräutigame fremder Bräute, komische Oper, 1820
- La Bayadère, Oper, 1820
- Die Mondwandlerin, Opern-Vaudeville, 1821
- Überraschungen, oder Allerlei und alles in Nöten, 1821
- Naina, oder Der verzauberte Rosenstock, fantastische Oper, 1822
- Der Feuervogel, oder Die Abenteuer von Zarewitsch Levsil, (Libretto: Michail Stepanowitsch Lebedew), fantastische Oper 3 Akte, 1822
- Svetlana, oder Hundert Jahre in einem Tag, fantastische Opern-Ballade, 1822
- Der Einsiedler des wilden Berges (nach Amable Vilain de Saint-Hilaire: Le Solitaire, ou L’Exile du Mont Sauvage), romantische Oper, 1823
- Die Berge von Piemont, oder Die gesprengte Teufelsbrücke (nach Jean Baptiste Augustin Hapdé: Le Pont du Diable), Oper, 1825